# Aboû Nouwâs
Pour les articles homonymes, voir Abou Nawas.
Abū Nuwās, de son vrai nom al-Ḥasan Ibn Hāni’ al-Ḥakamī (en arabe : أبو نواس الحسن بن الهانئ الحكمي), né entre 747 et 762 à Ahvaz (Iran actuel) et décédé vers 815 à Bagdad (Irak), est un poète de langue arabe du califat abasside.
Abû Nuwâs est le plus brillant représentant de ce courant poétique des VIIIe – IXe siècles, lancé par Bashâr Ibn Burd, qui a cherché à s'écarter des codes et des thèmes de la poésie ancienne, d'inspiration bédouine, en mettant en avant une poésie d'amour, bachique et érotique, inspirée de la vie citadine. Il compose également dans d'autres genres, notamment des pièces de poésie ascétique (zuhdiyya), ou encore des panégyriques (madîh) adressés à ses patrons. On lui attribue par ailleurs la paternité de la poésie cynégétique (tardiyyât). 
Considéré en son temps comme l'un des plus grands poètes de langue arabe, il est encore aujourd'hui très apprécié dans les pays où cette langue est pratiquée.

## Biographie

### Origine et formation
Abû Nuwâs est né d'un père arabe, Hani, soldat dans l'armée de Marwan II, et d'une mère persane nommée Golban, une tisserande. Son père Hâni' était un client de la tribu sud-arabique d'al-Jarrâh Ibn Abdallah al-Hakamî, d'où la nisba d'Abû Nuwâs « al-Hakamî ».
Trois hypothèses sont avancées par la tradition pour expliquer l'origine de son surnom d'« Abû Nuwâs ». D’après la première hypothèse, « Nuwâs » est le nom d’une montagne ; dans une autre version, un voisin l'aurait surnommé « Abû Nuwâs » (« l’homme à la houppe ») par allusion à la disposition de ses mèches de cheveux ; enfin, dans une dernière explication, il se serait lui-même surnommé ainsi en référence au dernier des souverains du royaume de Himyar, Dhû Nuwâs.

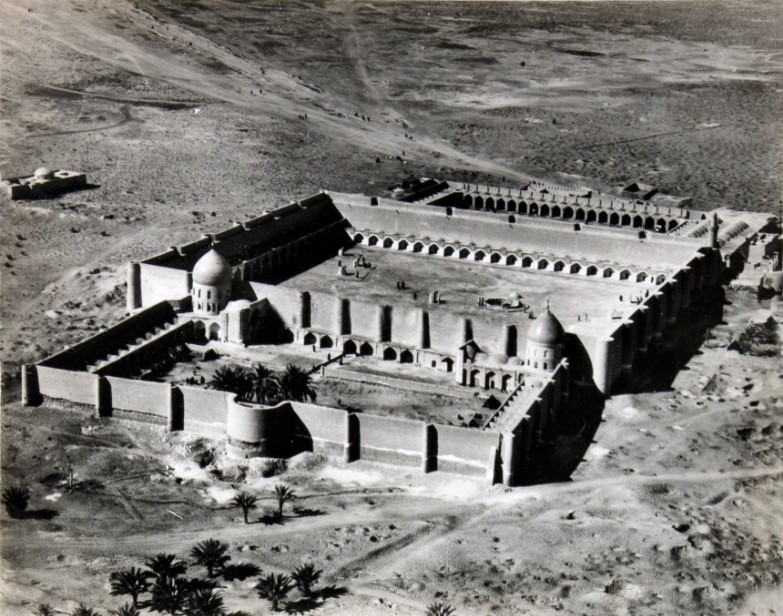
Mosquée de Kufa en 1915

Abû Nuwâs est encore un jeune garçon quand sa mère le vend à un épicier de Basra, Al-Sa'ad Yashira. Puis il se rend à Kufa, où il reçoit l'essentiel de sa formation auprès de quelques-uns des plus éminents philologues de l'époque. Il vit apparemment dans des conditions déplorables avant de devenir le protégé des poètes Wâliba Ibn al-Hubâb et Khalaf al-Ahmar. Wâliba, son premier maître, dont il est non seulement le disciple mais aussi le giton, l'initie à la poésie et au libertinage, et ils fréquentent ensemble le groupe des libertins de Kufa (Mujjân al-Kûfa) (Irak). 
La tradition rapporte qu'Abû Nuwâs se sépare de Wâliba avec son autorisation pour poursuivre son étude de la poésie dans le désert auprès des Bédouins avant de parachever son apprentissage auprès du poète et grand transmetteur Khalaf al-Ahmar. La tradition rapporte que Khalaf lui aurait imposé de ne composer aucun vers avant d'avoir appris par cœur des milliers de vers de la poésie ancienne. Abû Nuwâs les apprend puis souhaite composer de la poésie, mais Khalaf le lui interdit, et lui impose alors de tout oublier : quand il aura tout oublié, il pourra composer. Cette amnésie forcée est un épisode emblématique de la formation d'Abû Nuwâs.

### Ses débuts à Bagdad
Abû Nuwâs se rend ensuite à Bagdad, la jeune capitale du califat abbasside, peut-être en compagnie de Walibah ibn al-Hubab. Ses poèmes de louange (madîh) lui permettent d'entrer en faveur auprès du calife Haroun ar-Rachid, et il se lie également à la famille vizirale des Barmécides, alors au sommet de leur puissance. Ce rapprochement n'est pas du goût du poète attitré des Barmécides, Abân al-Lâhiqî, qui tente de tenir son rival à distance de la cour de ses patrons. Abû Nuwâs devient rapidement célèbre par sa poésie pleine d'esprit et d'humour, qui ne traite pas les thèmes traditionnels du désert, mais parle de la vie urbaine et chante les joies du vin et des boissons (khamriyyat) et l'amour des jeunes garçons (éphébophilie) (mujuniyyat) avec un humour grivois. C'est à cette époque que le poète entre dans l'intimité du futur calife al-Amin, qui est un temps son disciple.
Mais ses contacts avec des mécènes tels les vizirs barmécides, ainsi que son aura scandaleuse, lui valent les foudres du calife Haroun ar-Rachid. Lorsque la puissante famille des Barmécides est renversée et massacrée par le calife, Abû Nuwâs se voit contraint de fuir en Égypte pour ne pas être inquiété, à cause des poèmes élégiaques qu'il leur avait adressés. Pendant son séjour en Égypte, il compose des poèmes de louange à l’intention du chef du dîwân al-Kharâj, al-Khatîb Ibn Abd al-Hamîd.

### Le poète attitré d'al-Amin
Il rentre à Bagdad en 809 après la mort d'Haroun ar-Rachid. La succession au califat par Muhammad al-Amin, fils de Haroun ar-Rachid, libertin et ancien élève d'Abû Nuwâs, est un immense soulagement pour le poète. Le nouveau calife le prend officiellement pour commensal et échanson. C'est la période la plus faste de la vie d'Abû Nuwâs. 
« Les relations ambiguës d'Abû Nuwâs avec le calife al-Amin, et entre ce dernier et la boisson, font l'objet d'une série d'anecdotes (khabars) », recueillies notamment dans les Akhbâr Abî Nuwâs d'Ibn Manzûr, « dont le point commun est que le calife, pour faire bonne figure et convaincre ses ennemis de sa légitimité, utilise son poète comme repoussoir et les sanctions contre lui comme gage de moralité islamique ». Quoi qu'il en soit, le goût du poète pour le vin et ses mœurs dissipées provoquent une vive réaction d'al-Amin, qui le fait emprisonner trois mois pour non-respect de la morale musulmane et lui interdit de boire. Il convient de remarquer qu'Abû Nuwâs compose des poèmes ascétiques (zuhdiyyât) où il demande à Dieu de lui pardonner son penchant pour la boisson.
Le calife al-Amin est finalement assassiné par son frère, Al-Mamoun. Celui-ci n'a aucune indulgence pour Abû Nuwâs.

### Différentes traditions de sa mort
Les informations relatives à sa mort sont incertaines et contradictoires.
Selon une tradition, Abû Nuwâs meurt dans un cabaret. Selon une autre version, il meurt en prison, à cause d'un vers sacrilège touchant à un membre de la famille du prophète. Une tradition rapporte que le vizir d'al-Mamun, Zonbor, haïssant Abû Nuwâs lui aurait commandé un poème satirique au sujet d'Ali, le gendre de Mahomet, afin d'aggraver son cas. Zonbor l'aurait ensuite lu à haute voix en public, garantissant ainsi son maintien en détention. Selon une autre tradition, il serait mort assassiné chez la famille Nawbakht, illustre famille de savants chiites avec laquelle il entretenait des relations amicales, ce qui ne l'empêche pas de les railler dans quelques poèmes.
Plusieurs khabars rapportent qu'après sa mort, ses amis seraient entrés chez lui pour chercher sa bibliothèque, mais ils n'auraient trouvé aucun livre, à l'exception d'un carnet de sa main contenant des expressions rares et des remarques sur la grammaire.
Abû Nuwâs aurait été enterré au lieu-dit « Tell des Juifs ».[Où ?]

## Sa poésie

### Le poèteMuhdath
Abû Nuwâs fait partie des poètes qualifiés de Muhdathûn, « Modernes », représentants d'une tendance littéraire née avec Bashâr Ibn Burd au début du VIIIe siècle, qui s'écarte des formes et des thèmes de la poésie ancienne, déjà vue comme une sorte de classicisme représenté par la qasida préislamique. Ce courant littéraire des « Modernes », dont il est considéré par la critique médiévale comme le plus brillant représentant, remet donc en cause l'idéalisation de la poésie ancienne, due à sa recension par les philologues de Basra et Kufa, qui en firent le corpus normatif à la fois de la langue et de l'excellence littéraire. Avec Bashâr, cette remise en cause passe par la promotion d'une sensibilité nouvelle, fondamentalement badine et citadine, s'appuyant à la fois sur un vocabulaire plus simple que les qasidas bédouines, et une utilisation plus libre des figures de rhétorique. Ces motifs nouveaux s'incarnent alors dans de nouveaux genres poétiques, au premier rang desquels le ghazal (badinage amoureux). Le ghazal, en tant que poème centré sur le thème du badinage amoureux, plus ou moins érotisé, est généralement considéré comme l'accession du nasîb (la première partie de la qasida classique, consacrée au rappel de l'aimée) au statut de genre à part entière.
Abû Nuwâs détournera souvent avec humour les motifs convenus de la qasida. Là où l'ode classique commence par le motif de la lamentation sur le campement, Abû Nuwâs écrit : « Le misérable dévie par les traces d'un campement abandonné et les interroge sans cesse ; et moi, déviant, j'interroge sur la taverne du lieu. »

### Une œuvre duelle
Parmi les thèmes de prédilection les plus connus d'Abû Nuwâs se trouvent la boisson et l'amour, qu'il chante dans des poèmes bachiques et érotiques, comme ceux composés sur l'amour des garçons (mujûniyya). Mais sa poésie comprend également d'autres genres comme des poèmes sur la chasse, des poèmes satiriques (hijâ') et des panégyriques de ses mécènes et patrons (madh). Il se fait connaître pour son goût de la dérision et de la satire.  
La place prépondérante d'Abû Nuwâs dans la poésie arabe tient à ses innovations formelles. Il puise aux sources de la poésie ancienne tout en rompant avec elles. Il faut souligner que les « Modernes » (Muhdathûn) qui, à la suite de Bashâr et comme Abû Nuwâs, participent à ce courant novateur, ont tous une profonde connaissance du modèle qu'ils contestent. Abû Nuwâs étudie auprès des plus éminents représentants de ce mouvement érudit qui recense la poésie préislamique et l'érige en modèle normatif linguistique et poétique. À cet égard, la célèbre anecdote de son « amnésie forcée » à laquelle l'astreint son maître Khalaf al-Ahmar revêt une dimension particulière. En ce temps, la production littéraire était déterminée par deux facteurs contraignants. Le premier est la valeur normative de la poésie ancienne érigée en modèle linguistique et esthétique par les savants. Le second est le statut et la fonction du poète, dont la survie et l'ascension sociale dépendent de ses mécènes. Ces deux contraintes font donc de la qasida laudative classique (madh) le canon de l'art et tendent par là à imposer un certain type d'écriture en raison des dispositions lexicales, formelles et thématique dont la qasida classique est le véhicule.

### Innovations formelles et thématiques
On lui attribue la paternité de la tardiyya, la poésie cynégétique (poésie prenant pour sujet la scène de chasse), qui accède avec lui au rang de genre à part entière. Le thème de la chasse se trouve déjà dans la qasida préislamique et dans la mu'allaqa d'Imrou'l Qays, qui consacre sept vers à la description d'une chasse à la gazelle. Il en va de même pour son rôle fondamental dans le développement de la poésie bachique, la khamriyya, en tant que genre à part entière. Le thème est aussi très présent dans la poésie ancienne, tout comme le montrent les premiers vers d'une autre des mu'allaqât, celle d'Amr Ibn Kulthûm. Il est à noter que ces deux genres sont propices à des descriptions (wasf) (qu'il s'agisse de descriptions de la nature, des animaux ou du vin) qui sont l'occasion d'utiliser les figures de rhétorique avec beaucoup de liberté et de variété. Ces embellissements du discours poétique sont considérés comme relevant d'un style nouveau, particulier aux « Modernes », et à propos duquel on a parlé pour la première fois de « badîʿ » (rhétorique arabe).

### Transmission de son diwan
Abû Nuwâs n'a pas transmis par lui-même ses poèmes. Son diwan nous est parvenu par deux recensions principales, celle d'al-Sûlî et celle d'Hamza al-Isfahânî. Si le premier a écarté les poèmes et les vers qu'il juge apocryphes, le second ne questionne pas l'authenticité des œuvres qu'il collecte. En conséquence, la recension d'Hamza al-Isfahânî est trois fois plus volumineuse que celle d'al-Sûlî et contient près de 1500 poèmes, soit 13000 vers.

## Divers

### Abû Nuwâs dans la culture populaire
- Un titre de l'album Mutatis mutandis de la chanteuse Juliette s'appelle L'ivresse d'Abhu Nawas. Dans un précédent album, ¿Qué tal?, une autre chanson est intitulée « La chanson d'Abhu-Newes ».
- Le musicien Dhafer Youssef lui a consacré en 2010 un album : Abu Nawas Rhapsody (Jazzland/Universal), en compagnie du pianiste Tigran Hamasyan, du batteur Mark Guiliana et du contrebassiste Chris Jennings.
- Le nom du poète apparaît en référence à l'homosexualité dans la chanson Tayf du groupe libanais Mashrou'Leila : « Et nous avons traduit les versets d'Aboû Nuwâs et de Sappho, et nous les avons cousus (brodés) sur des bannières pour les crier dans nos manifs »[20] (traduction par On est pas des cadeaux dans leur émission sur la répression des minorités de genre en Égypte "Demain nous hériterons de la terre").
- Un de ses poèmes est lu en classe dans le film "Amal : un esprit libre" de Jawad Rhalib.

### Œuvres d'Abû Nuwâs
- Abû-Nuwâs (préf. et trad. Vincent-Mansour Monteil), Le vin, le vent, la vie, Sindbad, coll. « La petite bibliothèque de Sindbad », Arles, 1998 (éd. précédentes 1979, 1990), 190 p.  (ISBN 978-2-7427-1820-7). Recueil de 74 poèmes traduits, avec une présentation et une biographie détaillées.
- Abû Nuwâs (préf. et trad. Omar Merzoug, calligraphies Lassaâd Métoui), Bacchus à Sodome : poèmes, Paris Méditerranée, Paris, La Croisée des chemins, Casablanca, 2004, 153 p.  (ISBN 978-2-84272-213-5 et 9981-09-109-X). Recueil bilingue arabe-français d'une trentaine de poèmes, illustré par des reproductions de miniatures anciennes.
- Ors et Saisons. Une Anthologie de la Poésie arabe classique, de Patrick Mégarbané et Hoa Hoï Vuong (Éditions Actes Sud, Sindbad, 2006)
- Le Dîwân de Bagdad. L'Âge d'or de la Poésie arabe, de Patrick Mégarbané et Hoa Hoï Vuong (Éditions Actes Sud, Sindbad, 2008)

### Ouvrages critiques
- Mary Bonnaud, La poésie bachique d'Abû-Nuwâs. Signifiance et symbolique initiatique, Presses universitaires de Bordeaux, Pessac, 2008, 518 p.  (ISBN 978-2-86781-497-6)
- ZAKHARIA, Katia, FIGURES D’AL-ḤASAN IBN HĀNI’, DIT ABŪ NUWĀS, dans le Kitāb Aḫbār Abī Nuwās d’Ibn Manẓūr, dans le Bulletin d'études orientales - IFPO
- Esat Ayyıldız. "Ebû Nuvâs’ın Şarap (Hamriyyât) Şiirleri". Bozok Üniversitesi İlahiyat Fakültesi Dergisi 18 / 18 (2020): 147-173.

### Sources
- "Abu Nuwas. Poète arabe (Ahvaz v. 762 – Bagdad v. 815)" sur larousse.fr.
- "Abû Nuwâs" dans l'Encyclopédie de l'Islam
- BENCHEIKH, Jamel Eddine, "Abû Nuwâs" dans l'Encyclopædia universalis
- ZAKHARIA, Katia, FIGURES D’AL-ḤASAN IBN HĀNI’, DIT ABŪ NUWĀS, dans le Kitāb Aḫbār Abī Nuwās d’Ibn Manẓūr, dans le Bulletin d'études orientales - IFPO
- Esat Ayyıldız. "Ebû Nuvâs’ın Şarap (Hamriyyât) Şiirleri". Bozok Üniversitesi İlahiyat Fakültesi Dergisi 18 / 18 (2020): 147-173.